# Daniel Andres
Daniel Andres (Bienne, 6 marzo 1937) è un compositore e musicista svizzero.

## Biografia
Studia nel conservatorio di Berna. I suoi professori comprendono Otto Schaerer, Orgel, e Sándor Veress. Successivamente studia con Kazimierz Serocki. Egli lavora anche come maestro di cappella, maestro collaboratore e maestro del coro al teatro della musica della città di Bienna (odierno Theater Biel Solothurn) dal 1972 al 1979 e dal 1984 al 1989. Dal 1989 è organista e musicista di chiesa a Bienna, dal 2002 lavora come compositore indipendente. Andres lavora saltuariamente anche come giornalista e pubblica un romanzo autobiografico e altre opere riguardo alla storia della costruzione della sua città. Dal 1996 al 1998 è presidente dell’Anello degli Indipendenti (LdU).

## Opere
- Sambogha-Kaya, per orchestra
- Die Klagen Hiobs, coro
- ...alors la nuit..., coro
- Missa a 4 voci, coro
- Die Nachtigall der tausend Geschichten, opera
- Concerto di violini 1976
- Quartetto d‘archi
- Sestetto d’archi
- «Was ist der Mensch...» per sestetto d’archi ed organo
- Concerto per violino e orchestra 2002
- Tusqui el Haratine, orchestra 2004
- Konzert per violoncello und orchestra 2010
- Kammermusik (violoncello, piano, violino, duo per Vl. / Vc.; Vl. / Vla;Fag./Vla)